# Mlýnec (Postřekov)
Mlýnec je část obce Postřekov v okrese Domažlice v Plzeňském kraji. Nachází se asi jeden kilometr severovýchodně od Postřekova. Je zde evidováno 61 adres. V roce 2011 zde trvale žilo 143 obyvatel.
Mlýnec leží v katastrálním území Postřekov o výměře 18,92 km².

## Historie
První písemná zmínka o vesnici pochází z roku 1379.

## Obyvatelstvo
| Rok            | 1869 | 1880 | 1890 | 1900 | 1910 | 1921 | 1930 | 1950 | 1961 | 1970 | 1980 | 1991 | 2001 | 2011 | 2021 |
| -------------- | ---- | ---- | ---- | ---- | ---- | ---- | ---- | ---- | ---- | ---- | ---- | ---- | ---- | ---- | ---- |
| Počet obyvatel | 257  | 243  | 241  | 251  | 280  | 268  | 270  | 173  | 190  | 187  | 173  | 162  | 143  | 143  | 149  |
| Počet domů     | 40   | 40   | 40   | 42   | 44   | 44   | 49   | 50   | 50   | 46   | 46   | 55   | 61   | 57   | 63   |

## Obecní správa
Při sčítání lidu v letech 1850–1879 Mlýnec byl osadou obce Nový Kramolín v okrese Horšův Týn. V letech 1880–1952 byl samostatnou obcí v okrese Horšovský Týn (v letech 1880–1910 Horšův Týn). Od roku 1953 je částí obce Postřekov v okrese Domažlice.